# Theorema sapho
Theorema sapho is een vlinder uit de familie van de Lycaenidae. De wetenschappelijke naam van de soort werd als Micandra sapho in 1888 gepubliceerd door Otto Staudinger.

## Synoniemen
- Theorema werneri Hering, 1925